# Mare de Déu dels Àngels de Montcortès
La Mare de Déu dels Àngels de Montcortès fou una capella del poble de Montcortès, de l'antic terme municipal de Montcortès de Pallars, i de l'actual de Baix Pallars, a la comarca del Pallars Sobirà.
Era un temple petit, d'una sola nau sense absis destacat.
Estava situada en el mateix poble de Montcortès, a la part central de la població. Actualment en queda l'espai i restes de les parets.